# Шевнинское сельское поселение
Шевнинское сельское поселение — упразднённое муниципальное образование в Уржумском районе Кировской области, существовавшее в 2006 - 2012 годах.  
Административный центр — село Шевнино.

## История
Шевнинское сельское поселение образовано 1 января 2006 года согласно Закону Кировской области от 07.12.2004 № 284-ЗО.
Законом Кировской области от 28 апреля 2012 года № 141-ЗО, Андреевское сельское поселение, Богдановское сельское поселение, Петряевское сельское поселение, Рождественское сельское поселение, Русско-Тимкинское сельское поселение, Цепочкинское сельское поселение и Шевнинское сельское поселение объединены в Уржумское сельское поселение с административным центром в деревне Богданово.

## Населённые пункты
В состав сельского поселения входило 3 населённых пункта: село Шевнино, деревни Собакино и Шуран.
По некоторым источникам в состав поселения также входит деревня Бажино.